# Dolichoderus voraginosus
Dolichoderus voraginosus é uma espécie de formiga do gênero Dolichoderus.